# Corynomalus malkini
Corynomalus malkini es una especie de coleóptero de la familia Endomychidae.

## Distribución geográfica
Habita en Ecuador.